# جيريمي لويد
جيريمي لويد (بالإنجليزية: Jeremy Lloyd)‏ (و. 1930 – 2014 م) هو كاتب سيناريو، وممثل، من المملكة المتحدة، توفي في لندن، عن عمر يناهز 84 عاماً.

## جوائز
حصل على جوائز منها:
- نيشان الامبراطورية البريطانية من رتبة ضابط.

## وصلات خارجية
- جيريمي لويد على موقع IMDb (الإنجليزية)
- جيريمي لويد على موقع ألو سيني (الفرنسية)
- جيريمي لويد على موقع ميوزك برينز (الإنجليزية)
- جيريمي لويد على موقع أول موفي (الإنجليزية)
- جيريمي لويد على موقع قاعدة بيانات الأفلام السويدية (السويدية)
- جيريمي لويد على موقع ديسكوغز (الإنجليزية)
- جيريمي لويد على موقع قاعدة بيانات الفيلم (الإنجليزية)
- جيريمي لويد على موقع كينوبويسك (الروسية)